# میدان نفتی ترا نوا
ترا نوا، میدان نفتی توسعه یافته، در ۳۵۰ کیلومتری خارج از سواحل نیوفاندلند کشور کانادا واقع می‌باشد، که در سال ۱۹۸۴ توسط پترو-کانادا کشف شد.
این میدان دومین میدان نفتی دریایی در کشور کانادا از لحاظ میزان تولید است. ترا نوا اولین میدان نفتی آمریکای شمالی بود، که توسعه یافت. تولید از میدان در ژانویه سال ۲۰۰۲ آغاز شد.
شرکت‌های نفتی و درصد سهام هرکدام در میدان ترا نوا:
- سانکور انرجی (۳۳٫۹۹٪) - اپراتور
- اکسان موبیل (۲۲٫۰۰٪)
- استات اویل (۱۵٫۰۰٪)
- هاسکی انرجی (۱۲٫۵۱٪)
- مورفی اویل (۱۰٫۴۷۵٪)
- موسباچر اپریشن (۳٫۵۰٪)
- شورون (۱٫۰۰٪)